# Sylvia Dördelmann
Sylvia Dördelmann (ur. 7 kwietnia 1970 w Waltrop) – niemiecka wioślarka. Brązowa medalistka olimpijska z Barcelony.

## Życiorys
Urodziła się w RFN i do zjednoczenia Niemiec startowała w barwach tego kraju. Zawody w 1992 były jej jedynymi igrzyskami olimpijskimi, medal zdobyła w ósemce. Na mistrzostwach świata zdobyła srebro w czwórce bez sternika w 1990 (jeszcze w barwach RFN).